# Nombre d'Euler
|  | Per altres significats, vegeu nombre e o llista de temes anomenats en honor de Leonhard Euler. |

En teoria de nombres, els nombres d'Euler són una successió matemàtica En d'enters definits pel desenvolupament en Sèrie de Taylor següent:
{\displaystyle {\frac {1}{\cosh t}}={\frac {2}{e^{t}+e^{-t}}}=\sum _{n=0}^{\infty }{\frac {E_{n}}{n!}}\cdot t^{n}\!}
on cosh t és el cosinus hiperbòlic. Els Nombres d'Euler apareixen com un valor especial dels polinomis d'Euler.
Els Nombres d'Euler amb subíndex senar són tots zero. Els que tenen subíndex parell (successió A028296 a l'OEIS) tenen signes alternats. Alguns valors són:
E0 = 1
E₂ = −1
E₄ = 5
E₆ = −61
E₈ = 1 385
E10 = −50 521
E₁₂ = 2 702 765
E14 = −199 360 981
E16 = 19 391 512 145
E18 = −2 404 879 675 441
Alguns autors reindexen la successió per ometre els nombres d'Euler senars amb valor zero, i/o converteixen tots els ssignes en positius. Aquest article s'adhereix a la convenció adoptada a dalt.
Els Nombres d'Euler apareixen en els desenvolupaments en sèrie de Taylor de la secant i la secant hiperbòlica. Aquesta última és la funció de la definició. També apareixen en combinatòria; vegeu permutació alternada.

## Aproximació asimptòtica
Els Nombres d'Euler augmenten bastant ràpidament per a subíndexs grans, tenen la fita inferior següent
{\displaystyle |E_{2n}|>8{\sqrt {\frac {n}{\pi }}}\left({\frac {4n}{\pi e}}\right)^{2n}.}